# Brazília a 2020. évi nyári olimpiai játékokon
Brazília a japán Tokióban megrendezett 2020. évi nyári olimpiai játékok egyik részt vevő nemzete volt. Az országot 28 sportágban 312 sportoló képviselte, akik összesen 21 érmet szereztek.

## Érmesek
| Érem  | Versenyző                   | Sportág        | Versenyszám          |
| ----- | --------------------------- | -------------- | -------------------- |
| Arany | Ítalo Ferreira              | Hullámlovaglás | Férfi egyéni         |
| Arany | Rebeca Andrade              | Torna          | Női ugrás            |
| Arany | Martine Grael Kahena Kunze  | Vitorlázás     | Női 49erFX           |
| Arany | Ana Marcela Cunha           | Úszás          | Női 10 km nyílt vízi |
| Arany | Isaquias Queiroz            | Kajak-kenu     | Férfi C-1 1000 m     |
| Arany | Hebert Conceição            | Ökölvívás      | Férfi középsúly      |
| Arany | Férfi labdarúgó-válogatott  | Labdarúgás     | Férfi                |
| Ezüst | Kelvin Hoefler              | Gördeszkázás   | Férfi egyéni utcai   |
| Ezüst | Rayssa Leal                 | Gördeszkázás   | Női egyéni utcai     |
| Ezüst | Rebeca Andrade              | Torna          | Női egyéni összetett |
| Ezüst | Pedro Barros                | Gördeszkázás   | Férfi egyéni park    |
| Ezüst | Beatriz Ferreira            | Ökölvívás      | Női könnyűsúly       |
| Ezüst | Női röplabda-válogatott     | Röplabda       | Női                  |
| Bronz | Daniel Cargnin              | Cselgáncs      | Férfi harmatsúly     |
| Bronz | Fernando Scheffer           | Úszás          | Férfi 200 m gyors    |
| Bronz | Mayra Aguiar                | Cselgáncs      | Női félnehézsúly     |
| Bronz | Laura Pigossi Luisa Stefani | Tenisz         | Női páros            |
| Bronz | Bruno Fratus                | Úszás          | Férfi 50 m gyors     |
| Bronz | Alison dos Santos           | Atlétika       | Férfi 400 m gát      |
| Bronz | Abner Teixeira              | Ökölvívás      | Férfi nehézsúly      |
| Bronz | Thiago Braz                 | Atlétika       | Férfi rúdugrás       |

## Asztalitenisz
Férfi
| Versenyző                                 | Versenyszám | 48-as főtábla       | 32-es főtábla     | Nyolcaddöntő        | Negyeddöntő           | Elődöntő | Döntő   | Helyezés |
| ----------------------------------------- | ----------- | ------------------- | ----------------- | ------------------- | --------------------- | -------- | ------- | -------- |
| Hugo Calderano                            | Egyes       |                     | Tokić (SLO) · 4-1 | Dzsang (KOR) · 4-3  | Ovtcharov (GER) · 2-4 | kiesett  | kiesett | kiesett  |
| Gustavo Tsuboi                            | Egyes       | Ionescu (ROU) · 4-1 | Aruna (NGR) · 4-2 | Lin (TPE) · 2-4     | kiesett               | kiesett  | kiesett | kiesett  |
| Hugo Calderano Vitor Ishiy Gustavo Tsuboi | Csapat      |                     |                   | Szerbia (SRB) · 3-2 | Dél-Korea (KOR) · 0-3 | kiesett  | kiesett | kiesett  |

Női
| Versenyző                                        | Versenyszám | 64-es főtábla     | 48-as főtábla    | 32-es főtábla | Nyolcaddöntő         | Negyeddöntő | Elődöntő | Döntő   | Helyezés |
| ------------------------------------------------ | ----------- | ----------------- | ---------------- | ------------- | -------------------- | ----------- | -------- | ------- | -------- |
| Bruna Takahashi                                  | Egyes       |                   | Yuan (FRA) · 0-4 | kiesett       | kiesett              | kiesett     | kiesett  | kiesett | kiesett  |
| Jéssica Yamada                                   | Egyes       | Moret (SUI) · 2-4 | kiesett          | kiesett       | kiesett              | kiesett     | kiesett  | kiesett | kiesett  |
| Caroline Kumahara Bruna Takahashi Jéssica Yamada | Csapat      |                   |                  |               | Hongkong (HKG) · 1-3 | kiesett     | kiesett  | kiesett | kiesett  |

## Atlétika
Férfi
| Versenyző                                                                                      | Versenyszám     | Előfutam      | Előfutam      | Elődöntő | Elődöntő | Döntő         | Döntő         |
| Versenyző                                                                                      | Versenyszám     | Idő           | Hely.         | Idő      | Hely.    | Idő           | Helyezés      |
| ---------------------------------------------------------------------------------------------- | --------------- | ------------- | ------------- | -------- | -------- | ------------- | ------------- |
| Paulo André de Oliveira                                                                        | 100 m           | 10.17         | 3             | 10.31    | 8        | kiesett       | kiesett       |
| Rodrigo do Nascimento                                                                          | 100 m           | 10.24         | 6             | kiesett  | kiesett  | kiesett       | kiesett       |
| Felipe Bardi dos Santos                                                                        | 100 m           | 10.26         | 5             | kiesett  | kiesett  | kiesett       | kiesett       |
| Aldemir da Silva Junior                                                                        | 200 m           | 20.84         | 6             | kiesett  | kiesett  | kiesett       | kiesett       |
| Jorge Vides                                                                                    | 200 m           | 20.94         | 4             | kiesett  | kiesett  | kiesett       | kiesett       |
| Lucas Vilar                                                                                    | 200 m           | 21.31         | 6             | kiesett  | kiesett  | kiesett       | kiesett       |
| Lucas Carvalho                                                                                 | 400 m           | 46.12         | 7             | kiesett  | kiesett  | kiesett       | kiesett       |
| Thiago André                                                                                   | 800 m           | 1:47.75       | 8             | kiesett  | kiesett  | kiesett       | kiesett       |
| Thiago André                                                                                   | 1500 m          | 3:47.71       | 13            | kiesett  | kiesett  | kiesett       | kiesett       |
| Gabriel Constantino                                                                            | 110 m gát       | 13.55         | 5             | 13.89    | 8        | kiesett       | kiesett       |
| Eduardo de Deus                                                                                | 110 m gát       | 13.78         | 8             | kiesett  | kiesett  | kiesett       | kiesett       |
| Rafael Henrique Pereira                                                                        | 110 m gát       | 13.46         | 3             | 13.62    | 6        | kiesett       | kiesett       |
| Alison dos Santos                                                                              | 400 m gát       | 48.42         | 2             | 47.31    | 1        | 46.72         | Bronz         |
| Márcio Teles                                                                                   | 400 m gát       | 49.70         | 6             | kiesett  | kiesett  | kiesett       | kiesett       |
| Altobeli da Silva                                                                              | 3000 m akadály  | 8:29.17       | 9             |          |          | kiesett       | kiesett       |
| Felipe Bardi dos Santos Rodrigo do Nascimento Paulo André de Oliveira Derick Silva Jorge Vides | 4 × 100 m       | 38.34         | 12            | kiesett  | kiesett  |               |               |
| Daniel Chaves da Silva                                                                         | Maraton         |               |               |          |          | nem ért célba | nem ért célba |
| Daniel Ferreira do Nascimento                                                                  | Maraton         | nem ért célba | nem ért célba |          |          |               |               |
| Paulo Roberto Paula                                                                            | Maraton         | 2:26:08       | 69            |          |          |               |               |
| Caio Bonfim                                                                                    | 20 km gyaloglás | 1:23:21       | 13            |          |          |               |               |
| Matheus Corrêa                                                                                 | 20 km gyaloglás | 1:31:47       | 46            |          |          |               |               |
| Lucas Mazzo                                                                                    | 20 km gyaloglás | nem ért célba | nem ért célba |          |          |               |               |

| Versenyző                 | Versenyszám | Selejtező | Selejtező | Döntő    | Döntő    |
| Versenyző                 | Versenyszám | Eredmény  | Helyezés  | Eredmény | Helyezés |
| ------------------------- | ----------- | --------- | --------- | -------- | -------- |
| Samory Fraga              | Távolugrás  | 7.88 m    | 16        | kiesett  | kiesett  |
| Alexsandro Melo           | Távolugrás  | 6.95 m    | 29        | kiesett  | kiesett  |
| Alexsandro Melo           | Hármasugrás | 15.65 m   | 26        | kiesett  | kiesett  |
| Mateus de Sá              | Hármasugrás | 16.49 m   | 20        | kiesett  | kiesett  |
| Almir Cunha dos Santos    | Hármasugrás | 16.27 m   | 23        | kiesett  | kiesett  |
| Fernando Ferreira         | Magasugrás  | 2.21 m    | 21        | kiesett  | kiesett  |
| Thiago Moura              | Magasugrás  | 2.21 m    | 21        | kiesett  | kiesett  |
| Thiago Braz               | Rúdugrás    | 5.75 m    | 8         | 5.87 m   | Bronz    |
| Augusto Dutra de Oliveira | Rúdugrás    | 5.65 m    | 16        | kiesett  | kiesett  |
| Darlan Romani             | Súlylökés   | 21.31 m   | 4         | 21.88 m  | 4        |

| Versenyző         | Versenyszám |          | 100 m | Távolugrás | Súlylökés | Magasugrás | 400 m | 110 m gát | Diszkoszvetés | Rúdugrás | Gerelyhajítás | 1500 m  | Össz | Hely |
| ----------------- | ----------- | -------- | ----- | ---------- | --------- | ---------- | ----- | --------- | ------------- | -------- | ------------- | ------- | ---- | ---- |
| Felipe dos Santos | Tízpróba    | Eredmény | 10.58 | 7.38 m     | 14.13 m   | 2.02 m     | 49.31 | 14.58     | 39.91 m       | 4.60 m   | 54.56 m       | 4:52.40 | 7880 | 18   |
| Felipe dos Santos | Tízpróba    | Pont     | 956   | 905        | 736       | 822        | 847   | 901       | 663           | 790      | 656           | 604     | 7880 | 18   |

Női
| Versenyző                                                                                                   | Versenyszám     | Előfutam   | Előfutam   | Elődöntő | Elődöntő | Döntő   | Döntő    |
| Versenyző                                                                                                   | Versenyszám     | Idő        | Hely.      | Idő      | Hely.    | Idő     | Helyezés |
| --- | --------------- | ---------- | ---------- | -------- | -------- | ------- | -------- |
| Rosângela Santos                                                                                            | 100 m           | 11.33      | 5          | kiesett  | kiesett  | kiesett | kiesett  |
| Vitória Cristina Rosa                                                                                       | 100 m           | nem indult | nem indult | kiesett  | kiesett  | kiesett | kiesett  |
| Vitória Cristina Rosa                                                                                       | 200 m           | 23.59      | 7          | kiesett  | kiesett  | kiesett | kiesett  |
| Ana Carolina Azevedo                                                                                        | 200 m           | 23.20      | 5          | kiesett  | kiesett  | kiesett | kiesett  |
| Tiffani Marinho                                                                                             | 400 m           | 52.11      | 5          | kiesett  | kiesett  | kiesett | kiesett  |
| Ketiley Batista                                                                                             | 100 m gát       | 13.40      | 7          | kiesett  | kiesett  | kiesett | kiesett  |
| Chayenne da Silva                                                                                           | 400 m gát       | 57.55      | 8          | kiesett  | kiesett  | kiesett | kiesett  |
| Tatiane Raquel da Silva                                                                                     | 3000 m akadály  | 9:36.43    | 7          |          |          | kiesett | kiesett  |
| Simone Ferraz                                                                                               | 3000 m akadály  | 10:00.92   | 14         | kiesett  | kiesett  |         |          |
| Ana Carolina Azevedo Bruna Farias Ana Cláudia Lemos Lorraine Martins Vitória Cristina Rosa Rosângela Santos | 4 × 100 m       | 43.15      | 11         | kiesett  | kiesett  |         |          |
| Érica de Sena                                                                                               | 20 km gyaloglás |            |            |          |          | 1:31:39 | 11       |

| Versenyző            | Versenyszám   | Selejtező | Selejtező | Döntő    | Döntő    |
| Versenyző            | Versenyszám   | Eredmény  | Helyezés  | Eredmény | Helyezés |
| -------------------- | ------------- | --------- | --------- | -------- | -------- |
| Eliane Martins       | Távolugrás    | 6.43 m    | 18        | kiesett  | kiesett  |
| Núbia Soares         | Hármasugrás   | 14.07 m   | 17        | kiesett  | kiesett  |
| Geisa Arcanjo        | Súlylökés     | 16.46 m   | 29        | kiesett  | kiesett  |
| Izabela da Silva     | Diszkoszvetés | 61.52 m   | 12        | 60.39 m  | 11       |
| Andressa de Morais   | Diszkoszvetés | 58.90 m   | 20        | kiesett  | kiesett  |
| Fernanda Martins     | Diszkoszvetés | 57.90 m   | 24        | kiesett  | kiesett  |
| Laila Ferrer e Silva | Gerelyhajítás | 59.47 m   | 18        | kiesett  | kiesett  |
| Jucilene de Lima     | Gerelyhajítás | 60.14 m   | 15        | kiesett  | kiesett  |

Vegyes
| Versenyző                                                                                               | Versenyszám | Előfutam | Előfutam | Döntő   | Döntő    |
| Versenyző                                                                                               | Versenyszám | Idő      | Hely.    | Idő     | Helyezés |
| --- | ----------- | -------- | -------- | ------- | -------- |
| Pedro Burmann João Henrique Cabral Anderson Henriques Tábata de Carvalho Geisa Coutinho Tiffani Marinho | 4 × 400 m   | 3:15.89  | 14       | kiesett | kiesett  |

## Birkózás
Férfi
| Versenyző          | Versenyszám        | Nyolcaddöntő     | Negyeddöntő | Elődöntő | Vigaszág elődöntő | Bronz- mérkőzés | Döntő   | Helyezés |
| ------------------ | ------------------ | ---------------- | ----------- | -------- | ----------------- | --------------- | ------- | -------- |
| Eduard Soghomonyan | 130 kg kötöttfogás | Popp (GER) · 0-2 | kiesett     | kiesett  | kiesett           | kiesett         | kiesett | kiesett  |

Női
| Versenyző      | Versenyszám | Nyolcaddöntő        | Negyeddöntő | Elődöntő | Vigaszág elődöntő | Bronz- mérkőzés | Döntő   | Helyezés |
| -------------- | ----------- | ------------------- | ----------- | -------- | ----------------- | --------------- | ------- | -------- |
| Laís Nunes     | 62 kg       | Juszein (BUL) · 1-4 | kiesett     | kiesett  | kiesett           | kiesett         | kiesett | kiesett  |
| Aline Ferreira | 76 kg       | Adar (TUR) · 0-6    | kiesett     | kiesett  | kiesett           | kiesett         | kiesett | kiesett  |

## Cselgáncs
Férfi
| Versenyző           | Versenyszám  | Selejtező              | 32-es főtábla              | Nyolcaddöntő          | Negyeddöntő               | Elődöntő          | Vigaszág elődöntő   | Bronz- mérkőzés       | Döntő   | Helyezés |
| ------------------- | ------------ | ---------------------- | -------------------------- | --------------------- | ------------------------- | ----------------- | ------------------- | --------------------- | ------- | -------- |
| Eric Takabatake     | Légsúly      |                        | Sithisane (LAO) · 10-00    | Kim (KOR) · 00-10     | kiesett                   | kiesett           | kiesett             | kiesett               | kiesett | kiesett  |
| Daniel Cargnin      | Harmatsúly   |                        | Abdelmawgoud (EGY) · 10-00 | Vieru (MDA) · 01-00   | Lombardo (ITA) · 01-00    | Abe (JPN) · 00-10 |                     | Smailov (ISR) · 01-00 | kiesett | Bronz    |
| Eduardo Barbosa     | Könnyűsúly   | Chaine (FRA) · 00-10   | kiesett                    | kiesett               | kiesett                   | kiesett           | kiesett             | kiesett               | kiesett | kiesett  |
| Eduardo Yudy Santos | Váltósúly    |                        | Muki (ISR) · 00-10         | kiesett               | kiesett                   | kiesett           | kiesett             | kiesett               | kiesett | kiesett  |
| Rafael Macedo       | Középsúly    | Bozbajev (KAZ) · 00-10 | kiesett                    | kiesett               | kiesett                   | kiesett           | kiesett             | kiesett               | kiesett | kiesett  |
| Rafael Buzacarini   | Félnehézsúly |                        | Nikiforov (BEL) · 00-01    | kiesett               | kiesett                   | kiesett           | kiesett             | kiesett               | kiesett | kiesett  |
| Rafael Silva        | Nehézsúly    |                        |                            | Kokauri (AZE) · 10-00 | Tushishvili (GEO) · 00-10 |                   | Riner (FRA) · 00-11 | kiesett               | kiesett | kiesett  |

Női
| Versenyző             | Versenyszám  | 32-es főtábla          | Nyolcaddöntő            | Negyeddöntő                     | Elődöntő | Vigaszágelődöntő          | Bronz-mérkőzés    | Döntő   | Helyezés |
| --------------------- | ------------ | ---------------------- | ----------------------- | ------------------------------- | -------- | ------------------------- | ----------------- | ------- | -------- |
| Gabriela Chibana      | Légsúly      | Boniface (MAW) · 10-00 | Krasniqi (KOS) · 00-10  | kiesett                         | kiesett  | kiesett                   | kiesett           | kiesett | kiesett  |
| Larissa Pimenta       | Harmatsúly   | Perenc (POL) · 01-00   | Abe (JPN) · 00-10       | kiesett                         | kiesett  | kiesett                   | kiesett           | kiesett | kiesett  |
| Ketleyn Quadros       | Váltósúly    | David (HON) · 10-00    | Gankhaics (MGL) · 10-00 | Beauchemin-Pinard (CAN) · 00-10 |          | Franssen (NED) · 00-10    | kiesett           | kiesett | kiesett  |
| Maria Portela         | Középsúly    | Shaheen (EOR) · 10-00  | Tajmazova (ROC) · 00-10 | kiesett                         | kiesett  | kiesett                   | kiesett           | kiesett | kiesett  |
| Mayra Aguiar          | Félnehézsúly |                        | Lanir (ISR) · 10-00     | Wagner (GER) · 00-01            |          | Babinceva (ROC) · 10-00   | Jun (KOR) · 10-00 | kiesett | Bronz    |
| Maria Suelen Altheman | Nehézsúly    |                        | Velenšek (SLO) · 10-00  | Dicko (FRA) · 00-11             |          | Hszu (CHN) · visszalépett | kiesett           | kiesett | kiesett  |

Vegyes
| Versenyző | Versenyszám   | Negyeddöntő           | Elődöntő | Vigaszágelődöntő   | Bronz-mérkőzés | Döntő   | Helyezés |
| --- | ------------- | --------------------- | -------- | ------------------ | -------------- | ------- | -------- |
| Mayra Aguiar Eduardo Barbosa Rafael Buzacarini Daniel Cargnin Rafael Macedo Larissa Pimenta Maria Portela Rafael Silva Eduardo Yudy Santos | Vegyes csapat | Hollandia (NED) · 2-4 |          | Izrael (ISR) · 2-4 | kiesett        | kiesett | kiesett  |

## Evezés
| Versenyző      | Versenyszám  | Előfutam | Előfutam | Vigaszág | Vigaszág | Negyeddöntő | Negyeddöntő | Elődöntő | Elődöntő | Elődöntő | Döntő | Döntő   | Döntő | Helyezés |
| Versenyző      | Versenyszám  | Idő      | Hely.    | Idő      | Hely.    | Idő         | Hely.       | Típus    | Idő      | Hely.    | Típus | Idő     | Hely. | Helyezés |
| -------------- | ------------ | -------- | -------- | -------- | -------- | ----------- | ----------- | -------- | -------- | -------- | ----- | ------- | ----- | -------- |
| Lucas Verthein | Férfi egypár | 7:05.00  | 3        |          |          | 7:14.26     | 2           | A/B      | 7:02.87  | 5        | B     | 6:52.09 | 6     | 12.      |

## Gördeszkázás
Férfi
| Versenyző       | Versenyszám  | Selejtező | Selejtező | Döntő   | Döntő   | Helyezés |
| Versenyző       | Versenyszám  | Pont      | Hely.     | Pont    | Hely.   | Helyezés |
| --------------- | ------------ | --------- | --------- | ------- | ------- | -------- |
| Pedro Barros    | Egyéni park  | 77.14     | 4         | 86.14   | 2       | Ezüst    |
| Luiz Francisco  | Egyéni park  | 84.31     | 1         | 83.14   | 4       | 4        |
| Pedro Quintas   | Egyéni park  | 79.02     | 3         | 38.47   | 8       | 8        |
| Felipe Gustavo  | Egyéni utcai | 24.75     | 14        | kiesett | kiesett | kiesett  |
| Kelvin Hoefler  | Egyéni utcai | 34.69     | 4         | 36.15   | 2       | Ezüst    |
| Giovanni Vianna | Egyéni utcai | 28.15     | 12        | kiesett | kiesett | kiesett  |

Női
| Versenyző       | Versenyszám  | Selejtező | Selejtező | Döntő   | Döntő   | Helyezés |
| Versenyző       | Versenyszám  | Pont      | Hely.     | Pont    | Hely.   | Helyezés |
| --------------- | ------------ | --------- | --------- | ------- | ------- | -------- |
| Yndiara Asp     | Egyéni park  | 43.23     | 7         | 37.34   | 8       | 8        |
| Isadora Pacheco | Egyéni park  | 37.08     | 10        | kiesett | kiesett | kiesett  |
| Dora Varella    | Egyéni park  | 41.59     | 8         | 40.42   | 7       | 7        |
| Letícia Bufoni  | Egyéni utcai | 10.91     | 9         | kiesett | kiesett | kiesett  |
| Rayssa Leal     | Egyéni utcai | 14.91     | 3         | 14.64   | 2       | Ezüst    |
| Pamela Rosa     | Egyéni utcai | 10.06     | 10        | kiesett | kiesett | kiesett  |

## Hullámlovaglás
| Versenyző           | Versenyszám | 1. forduló | 1. forduló | 2. forduló                  | 2. forduló                 | 3. forduló                    | Negyeddöntő                | Elődöntő                   | Döntő/BM                   | Helyezés |
| Versenyző           | Versenyszám | Pont       | Hely.      | Pont                        | Hely.                      | 3. forduló                    | Negyeddöntő                | Elődöntő                   | Döntő/BM                   | Helyezés |
| ------------------- | ----------- | ---------- | ---------- | --------------------------- | -------------------------- | ----------------------------- | -------------------------- | -------------------------- | -------------------------- | -------- |
| Ítalo Ferreira      | Férfi       | 13.67      | 1          |                             |                            | Stairmand (NZL) · 14.54–9.567 | Óhara (JPN) · 16.30–11.90  | Wright (AUS) · 13.17–12.47 | Igarasi (JPN) · 15.14–6.60 | Arany    |
| Gabriel Medina      | Férfi       | 12.23      | 1          | Wilson (AUS) · 14.33–13.00  | Bourez (FRA) · 15.33–13.66 | Igarasi (JPN) · 16.76–17.00   | Wright (AUS) · 11.77–11.97 | 4.                         |                            |          |
| Silvana Lima        | Női         | 12.13      | 2          | Bonvalot (POR) · 12.17–7.50 | Moore (USA) · 8.30–14.26   | kiesett                       | kiesett                    | kiesett                    |                            |          |
| Tatiana Weston-Webb | Női         | 11.33      | 1          | Cuzuki (JPN) · 9.00–10.33   | kiesett                    | kiesett                       | kiesett                    | kiesett                    |                            |          |

## Íjászat
| Versenyző                                | Versenyszám   | Selejtező | Hely | 64-es főtábla       | 32-es főtábla            | Nyolcaddöntő        | Negyeddöntő | Elődöntő | Döntő   | Helyezés |
| ---------------------------------------- | ------------- | --------- | ---- | ------------------- | ------------------------ | ------------------- | ----------- | -------- | ------- | -------- |
| Marcus D'Almeida                         | Férfi egyéni  | 651       | 40   | Huston (GBR) · 7-1  | van den Berg (NED) · 7-1 | Nespoli (ITA) · 0-6 | kiesett     | kiesett  | kiesett | kiesett  |
| Ane Marcelle dos Santos                  | Női egyéni    | 636       | 33   | Vázquez (MEX) · 6-4 | An (KOR) · 1-7           | kiesett             | kiesett     | kiesett  | kiesett | kiesett  |
| Marcus D'Almeida Ane Marcelle dos Santos | Vegyes csapat | 1287      | 20   | kiesett             | kiesett                  | kiesett             | kiesett     | kiesett  | kiesett | kiesett  |

## Kajak-kenu

### Szlalom
| Versenyző      | Versenyszám | Selejtező | Selejtező | Selejtező | Selejtező | Selejtező     | Selejtező     | Elődöntő | Elődöntő | Döntő   | Döntő    |
| Versenyző      | Versenyszám | 1. futam  | 1. futam  | 2. futam  | 2. futam  | Jobb eredmény | Jobb eredmény | Elődöntő | Elődöntő | Döntő   | Döntő    |
| Versenyző      | Versenyszám | Pont      | Hely.     | Pont      | Hely.     | Pont          | Hely.         | Pont     | Hely.    | Pont    | Helyezés |
| -------------- | ----------- | --------- | --------- | --------- | --------- | ------------- | ------------- | -------- | -------- | ------- | -------- |
| Pepe Gonçalves | Férfi K-1   | 98.13     | 4         | 92.91     | 2         | 92.91         | 10            | 104.33   | 19       | kiesett | kiesett  |
| Ana Sátila     | Női C-1     | 120.56    | 4         | 109.90    | 2         | 109.90        | 4             | 114.27   | 3        | 164.71  | 10       |
| Ana Sátila     | Női K-1     | 108.22    | 5         | 106.82    | 7         | 106.82        | 7             | 114.62   | 13       | kiesett | kiesett  |

### Gyorsasági
| Versenyző                      | Versenyszám      | Előfutam | Előfutam | Negyeddöntő | Negyeddöntő | Elődöntő | Elődöntő | Döntő   | Döntő    | Döntő    | Helyezés |
| Versenyző                      | Versenyszám      | Idő      | Hely.    | Idő         | Hely.       | Idő      | Hely.    | Típus   | Idő      | Helyezés | Helyezés |
| ------------------------------ | ---------------- | -------- | -------- | ----------- | ----------- | -------- | -------- | ------- | -------- | -------- | -------- |
| Vagner Souta                   | Férfi K-1 1000 m | 3:57.178 | 5        | 3:52.402    | 3           | kiesett  | kiesett  | kiesett | kiesett  | kiesett  | kiesett  |
| Jacky Godmann                  | Férfi C-1 1000 m | 4:24.732 | 4        | 4:18.208    | 6           | kiesett  | kiesett  | kiesett | kiesett  | kiesett  | kiesett  |
| Isaquias Queiroz               | Férfi C-1 1000 m | 3:59.894 | 1        |             |             | 4:05.579 | 1        | A       | 4:04.408 | 1        | Arany    |
| Jacky Godmann Isaquias Queiroz | Férfi C-2 1000 m | 3:48.378 | 3        | 3:48.611    | 1           | 3:27.167 | 4        | A       | 3:27.603 | 4        | 4        |

## Kerékpározás

### BMX
| Versenyző          | Versenyszám | Negyeddöntő | Negyeddöntő | Elődöntő | Elődöntő | Döntő   | Döntő    | Helyezés |
| Versenyző          | Versenyszám | Pont        | Helyezés    | Pont     | Helyezés | Idő     | Helyezés | Helyezés |
| ------------------ | ----------- | ----------- | ----------- | -------- | -------- | ------- | -------- | -------- |
| Renato Rezende     | Férfi BMX   | 10          | 3           | 20       | 7        | kiesett | kiesett  | kiesett  |
| Priscilla Carnaval | Női BMX     | 18          | 6           | kiesett  | kiesett  | kiesett | kiesett  | kiesett  |

### Hegyi-kerékpározás
| Versenyző         | Versenyszám        | Idő       | Helyezés |
| ----------------- | ------------------ | --------- | -------- |
| Henrique Avancini | Férfi terepverseny | 1:28:09   | 13       |
| Luiz Cocuzzi      | Férfi terepverseny | 1:32:21   | 27       |
| Jaqueline Mourão  | Női terepverseny   | lekörözve | 35       |

## Kézilabda
Férfi
Játékoskeret
| Brazil férfi kézilabdacsapat-játékoskeret                                                                                              | Brazil férfi kézilabdacsapat-játékoskeret |
| --- | --- |
| - Henrique Teixeira - João Silva - Guilherme Torriani - José Toledo - Rogerio Moraes - Thiagus Petrus - Rangel da Rosa - Felipe Borges | - Fábio Chiuffa - Vinícius Teixeira - Leonardo Dutra - Thiago Ponciano - Haniel Langaro - Leonardo Terçariol - Rudolph Hackbarth - Gustavo Rodrigues |

Csoportkör
A csoport
| Hely. | Csapat              | M | Gy | D | V | G+  | G–  | Gk  | P | Továbbjutás |
| ----- | ------------------- | - | -- | - | - | --- | --- | --- | - | ----------- |
| 1.    | Franciaország (FRA) | 5 | 4  | 0 | 1 | 162 | 148 | +14 | 8 | Negyeddöntő |
| 2.    | Spanyolország (ESP) | 5 | 4  | 0 | 1 | 155 | 142 | +13 | 8 | Negyeddöntő |
| 3.    | Németország (GER)   | 5 | 3  | 0 | 2 | 146 | 131 | +15 | 6 | Negyeddöntő |
| 4.    | Norvégia (NOR)      | 5 | 3  | 0 | 2 | 136 | 132 | +4  | 6 | Negyeddöntő |
| 5.    | Brazília (BRA)      | 5 | 1  | 0 | 4 | 128 | 145 | −17 | 2 |             |
| 6.    | Argentína (ARG)     | 5 | 0  | 0 | 5 | 125 | 154 | −29 | 0 |             |

| 2021. július 24. 9:00 (2:00) | Norvégia (NOR) | 27–24       | Brazília (BRA) | Jojogi Nemzeti Sportcsarnok, Tokió Nézőszám: 0 Játékvezetők: Horáček, Novotný (CZE) |
| 2021. július 24. 9:00 (2:00) | Sagosen 8      | (12–13)     | Langaro 5      | Jojogi Nemzeti Sportcsarnok, Tokió Nézőszám: 0 Játékvezetők: Horáček, Novotný (CZE) |
| 2021. július 24. 9:00 (2:00) |                | Jegyzőkönyv | 6× 1×          | Jojogi Nemzeti Sportcsarnok, Tokió Nézőszám: 0 Játékvezetők: Horáček, Novotný (CZE) |

| 2021. július 26. 9:00 (2:00) | Brazília (BRA) | 29–34       | Franciaország (FRA) | Jojogi Nemzeti Sportcsarnok, Tokió Játékvezetők: Kurtagic, Wetterwik (SWE) |
| 2021. július 26. 9:00 (2:00) | Dutra 10       | (13–16)     | három játékos 4     | Jojogi Nemzeti Sportcsarnok, Tokió Játékvezetők: Kurtagic, Wetterwik (SWE) |
| 2021. július 26. 9:00 (2:00) | 4× 1×          | Jegyzőkönyv | 2×                  | Jojogi Nemzeti Sportcsarnok, Tokió Játékvezetők: Kurtagic, Wetterwik (SWE) |

| 2021. július 28. 19:30 (12:30) | Brazília (BRA) | 25–32       | Spanyolország (ESP) | Jojogi Nemzeti Sportcsarnok, Tokió Játékvezetők: Hansen, Madsen (DEN) |
| 2021. július 28. 19:30 (12:30) | Silva 6        | (16–18)     | Solé 5              | Jojogi Nemzeti Sportcsarnok, Tokió Játékvezetők: Hansen, Madsen (DEN) |
| 2021. július 28. 19:30 (12:30) | 4×             | Jegyzőkönyv | 1× 1×               | Jojogi Nemzeti Sportcsarnok, Tokió Játékvezetők: Hansen, Madsen (DEN) |

| 2021. július 30. 9:00 (2:00) | Argentína (ARG) | 23–25       | Brazília (BRA) | Jojogi Nemzeti Sportcsarnok, Tokió Játékvezetők: Lah, Sok (SLO) |
| 2021. július 30. 9:00 (2:00) | Martínez 6      | (7–14)      | Silva 7        | Jojogi Nemzeti Sportcsarnok, Tokió Játékvezetők: Lah, Sok (SLO) |
| 2021. július 30. 9:00 (2:00) | 4× 2× 1×        | Jegyzőkönyv | 5× 1×          | Jojogi Nemzeti Sportcsarnok, Tokió Játékvezetők: Lah, Sok (SLO) |

| 2021. augusztus 1. 19:30 (12:30) | Németország (GER) | 29–25       | Brazília (BRA) | Jojogi Nemzeti Sportcsarnok, Tokió Játékvezetők: Horáček, Novotný (CZE) |
| 2021. augusztus 1. 19:30 (12:30) | Knorr, Weinhold 6 | (16–12)     | Dutra 7        | Jojogi Nemzeti Sportcsarnok, Tokió Játékvezetők: Horáček, Novotný (CZE) |
| 2021. augusztus 1. 19:30 (12:30) | 3× 1×             | Jegyzőkönyv | 2× 2×          | Jojogi Nemzeti Sportcsarnok, Tokió Játékvezetők: Horáček, Novotný (CZE) |

Női
Játékoskeret
| Brazil női kézilabdacsapat-játékoskeret | Brazil női kézilabdacsapat-játékoskeret                                                                                |
| --- | --- |
| - Bruna de Paula - Alexandra do Nascimento - Tamires Morena Lima - Ana Paula Belo - Bárbara Arenhart - Eduarda Amorim - Larissa Araújo - Adriana Cardoso | - Samara Vieira - Giulia Guarieiro - Gabriela Bitolo - Patrícia Matieli - Dayane Rocha - Renata Arruda - Lívia Ventura |

Csoportkör
B csoport
| Hely. | Csapat                                       | M | Gy | D | V | G+  | G–  | Gk  | P | Továbbjutás |
| ----- | -------------------------------------------- | - | -- | - | - | --- | --- | --- | - | ----------- |
| 1.    | Svédország (SWE)                             | 5 | 3  | 1 | 1 | 152 | 133 | +19 | 7 | Negyeddöntő |
| 2.    | Az Orosz Olimpiai Bizottság versenyzői (ROC) | 5 | 3  | 1 | 1 | 148 | 149 | −1  | 7 | Negyeddöntő |
| 3.    | Franciaország (FRA)                          | 5 | 2  | 1 | 2 | 139 | 135 | +4  | 5 | Negyeddöntő |
| 4.    | Magyarország (HUN)                           | 5 | 2  | 0 | 3 | 142 | 149 | −7  | 4 | Negyeddöntő |
| 5.    | Spanyolország (ESP)                          | 5 | 2  | 0 | 3 | 135 | 142 | −7  | 4 |             |
| 6.    | Brazília (BRA)                               | 5 | 1  | 1 | 3 | 133 | 141 | −8  | 3 |             |

1. 1 2  Svédország 36–24 Orosz Olimpiai Bizottság versenyzői
2. 1 2  Magyarország 29–25 Spanyolország

| 2021. július 25. 11:00 (4:00) | Az Orosz Olimpiai Bizottság versenyzői (ROC) | 24–24       | Brazília (BRA) | Jojogi Nemzeti Sportcsarnok, Tokió Játékvezetők: Fonseca, Santos (POR) |
| 2021. július 25. 11:00 (4:00) | Iljina 6                                     | (14–12)     | De Paula 7     | Jojogi Nemzeti Sportcsarnok, Tokió Játékvezetők: Fonseca, Santos (POR) |
| 2021. július 25. 11:00 (4:00) | 3× 2×                                        | Jegyzőkönyv | 4× 1×          | Jojogi Nemzeti Sportcsarnok, Tokió Játékvezetők: Fonseca, Santos (POR) |

| 2021. július 27. 11:00 (4:00) | Brazília (BRA) | 33–27       | Magyarország (HUN) | Jojogi Nemzeti Sportcsarnok, Tokió Játékvezetők: Koo, Lee (KOR) |
| 2021. július 27. 11:00 (4:00) | Belo, Vieira 7 | (17–11)     | Schatzl 7          | Jojogi Nemzeti Sportcsarnok, Tokió Játékvezetők: Koo, Lee (KOR) |
| 2021. július 27. 11:00 (4:00) | 4× 1×          | Jegyzőkönyv | 3×                 | Jojogi Nemzeti Sportcsarnok, Tokió Játékvezetők: Koo, Lee (KOR) |

| 2021. július 29. 11:00 (4:00) | Spanyolország (ESP) | 27–23       | Brazília (BRA) | Jojogi Nemzeti Sportcsarnok, Tokió Játékvezetők: Hansen, Madsen (DEN) |
| 2021. július 29. 11:00 (4:00) | Pena 7              | (13–13)     | de Paula 8     | Jojogi Nemzeti Sportcsarnok, Tokió Játékvezetők: Hansen, Madsen (DEN) |
| 2021. július 29. 11:00 (4:00) | 1× 1×               | Jegyzőkönyv | 3× 1×          | Jojogi Nemzeti Sportcsarnok, Tokió Játékvezetők: Hansen, Madsen (DEN) |

| 2021. július 31. 16:15 (9:15) | Brazília (BRA) | 31–34       | Svédország (SWE)   | Jojogi Nemzeti Sportcsarnok, Tokió Játékvezetők: Koo, Lee (KOR) |
| 2021. július 31. 16:15 (9:15) | Nascimento 7   | (13–15)     | Roberts, Hansson 6 | Jojogi Nemzeti Sportcsarnok, Tokió Játékvezetők: Koo, Lee (KOR) |
| 2021. július 31. 16:15 (9:15) | 4× 1×          | Jegyzőkönyv | 5×                 | Jojogi Nemzeti Sportcsarnok, Tokió Játékvezetők: Koo, Lee (KOR) |

| 2021. augusztus 2. 11:00 (4:00) | Franciaország (FRA) | 29–22       | Brazília (BRA)  | Jojogi Nemzeti Sportcsarnok, Tokió Játékvezetők: Lah, Sok (SLO) |
| 2021. augusztus 2. 11:00 (4:00) | Lassource, Pineau 4 | (17–11)     | Do Nascimento 6 | Jojogi Nemzeti Sportcsarnok, Tokió Játékvezetők: Lah, Sok (SLO) |
| 2021. augusztus 2. 11:00 (4:00) | 2×                  | Jegyzőkönyv | 2×              | Jojogi Nemzeti Sportcsarnok, Tokió Játékvezetők: Lah, Sok (SLO) |

## Labdarúgás
Férfi
Játékoskeret
| Brazil férfi labdarúgócsapat-játékoskeret | Brazil férfi labdarúgócsapat-játékoskeret                                                                                         |
| --- | --- |
| - Aderbar Santos - Gabriel Menino - Diego Carlos - Ricardo Graça - Douglas Luiz - Guilherme Arana - Paulinho - Bruno Guimarães - Matheus Cunha - Richarlison - Antony | - Brenno - Dani Alves - Bruno Fuchs - Nino - Abner - Malcom - Matheus Henrique - Reinier - Claudinho - Gabriel Martinelli - Lucão |

Eredmények
Csoportkör
D csoport
| Hely. | Csapat                 | M | Gy | D | V | G+ | G– | Gk | P | Továbbjutás |
| ----- | ---------------------- | - | -- | - | - | -- | -- | -- | - | ----------- |
| 1.    | Brazília (BRA)         | 3 | 2  | 1 | 0 | 7  | 3  | +4 | 7 | Negyeddöntő |
| 2.    | Elefántcsontpart (CIV) | 3 | 1  | 2 | 0 | 3  | 2  | +1 | 5 | Negyeddöntő |
| 3.    | Németország (GER)      | 3 | 1  | 1 | 1 | 6  | 7  | −1 | 4 |             |
| 4.    | Szaúd-Arábia (KSA)     | 3 | 0  | 0 | 3 | 4  | 8  | −4 | 0 |             |

| 2021. július 22. 20:30 (13:30) |

| Brazília (BRA)                        | 4–2               | Németország (GER)  |
| ------------------------------------- | ----------------- | ------------------ |
| Richarlison 7' 22' 30' Paulinho 90+5' | (3–0) Jegyzőkönyv | Amiri 57' Ache 84' |

| Nissan Stadion, Jokohama Játékvezető: Iván Barton (salvadori) |

| 2021. július 25. 17:30 (10:30) |

| Brazília (BRA) | 0–0         | Elefántcsontpart (CIV) |
| -------------- | ----------- | ---------------------- |
|                | Jegyzőkönyv |                        |

| Nissan Stadion, Jokohama Játékvezető: Ismail Elfath (amerikai) |

| 2021. július 28. 17:00 (10:00) |

| Szaúd-Arábia (KSA) | 1–3               | Brazília (BRA)                  |
| ------------------ | ----------------- | ------------------------------- |
| Al-Amri 27'        | (1–1) Jegyzőkönyv | Cunha 14' Richarlison 76' 90+3' |

| Saitama Stadium 2002, Szaitama Játékvezető: Bamlak Tessema Weyesa (etióp) |

Negyeddöntő
| 2021. július 31. 19:00 (12:00) |

| Brazília (BRA) | 1–0               | Egyiptom (EGY) |
| -------------- | ----------------- | -------------- |
| Cunha 37'      | (1–0) Jegyzőkönyv |                |

| Saitama Stadium 2002, Szaitama Játékvezető: Chris Beath (ausztrál) |

Elődöntő
| 2021. augusztus 3. 17:00 (10:00) |

| Mexikó (MEX)              | 0–0 (h. u.) | Brazília (BRA)                     |
| ------------------------- | ----------- | ---------------------------------- |
|                           | Jegyzőkönyv |                                    |
| Büntetőpárbaj             |             |                                    |
| Aguirre Vásquez Rodríguez | 1–4         | Alves Martinelli Guimarães Reinier |

| Kasima Stadion, Kasima Játékvezető: Georgi Kabakov (bolgár) |

Döntő
| 2021. augusztus 7. 20:30 (13:30) |

| Brazília (BRA)          | 2–1 (h. u.)                 | Spanyolország (ESP) |
| ----------------------- | --------------------------- | ------------------- |
| Cunha 45+2' Malcom 108' | (1–0, 1–1, 1–1) Jegyzőkönyv | Oyarzabal 61'       |

| Nissan Stadion, Jokohama Játékvezető: Chris Beath (ausztrál) |

Női
Játékoskeret
| Brazil női labdarúgócsapat-játékoskeret                                                                | Brazil női labdarúgócsapat-játékoskeret                                                                                      |
| --- | --- |
| - Bárbara - Poliana - Érika - Rafaelle - Julia - Tamires - Duda - Formiga - Debinha - Marta - Angelina | - Ludmila - Bruna - Jucinara - Geyse - Beatriz - Andressinha - Letícia Izidoro - Letícia Santos - Giovana - Andressa - Aline |

Eredmények
Csoportkör
F csoport
| Hely. | Csapat          | M | Gy | D | V | G+ | G– | Gk  | P | Továbbjutás |
| ----- | --------------- | - | -- | - | - | -- | -- | --- | - | ----------- |
| 1.    | Hollandia (NED) | 3 | 2  | 1 | 0 | 21 | 8  | +13 | 7 | Negyeddöntő |
| 2.    | Brazília (BRA)  | 3 | 2  | 1 | 0 | 9  | 3  | +6  | 7 | Negyeddöntő |
| 3.    | Zambia (ZAM)    | 3 | 0  | 1 | 2 | 7  | 15 | −8  | 1 |             |
| 4.    | Kína (CHN)      | 3 | 0  | 1 | 2 | 6  | 17 | −11 | 1 |             |

| 2021. július 21. 17:00 (10:00) |

| Kína (CHN) | 0–5               | Brazília (BRA)                                               |
| ---------- | ----------------- | ------------------------------------------------------------ |
|            | (0–2) Jegyzőkönyv | Marta 9' 74' Debinha 22' Andressa 82' (11-esből) Beatriz 89' |

| Mijagi Stadion, Rifu Nézőszám: 1645 Játékvezető: Katerina Monzul (ukrán) |

| 2021. július 24. 20:00 (13:00) |

| Hollandia (NED)            | 3–3               | Brazília (BRA)                               |
| -------------------------- | ----------------- | -------------------------------------------- |
| Miedema 3' 59' Janssen 79' | (1–1) Jegyzőkönyv | Debinha 16' Marta 65' (11-esből) Ludmila 68' |

| Mijagi Stadion, Rifu Nézőszám: 2621 Játékvezető: Kate Jacewicz (ausztrál) |

| 2021. július 27. 20:30 (13:30) |

| Brazília (BRA) | 1–0               | Zambia (ZAM) |
| -------------- | ----------------- | ------------ |
| Andressa 19'   | (1–0) Jegyzőkönyv |              |

| Saitama Stadium 2002, Szaitama Nézőszám: 0 Játékvezető: Jamasita Josimi (japán) |

Negyeddöntő
| 2021. július 30. 17:00 (10:00) |

| Kanada (CAN)                          | 0–0 (h. u.) | Brazília (BRA)                        |
| ------------------------------------- | ----------- | ------------------------------------- |
|                                       | Jegyzőkönyv |                                       |
| Büntetőpárbaj                         |             |                                       |
| Sinclair Fleming Lawrence Leon Gilles | 4–3         | Marta Debinha Érika Andressa Rafaelle |

| Mijagi Stadion, Rifu Nézőszám: 3403 Játékvezető: Stéphanie Frappart (francia) |

## Lovaglás
Díjlovaglás
| Versenyző         | Ló       | Versenyszám | Selejtező | Selejtező | Döntő   | Döntő   |
| Versenyző         | Ló       | Versenyszám | Pont      | Hely.     | Pont    | Hely.   |
| ----------------- | -------- | ----------- | --------- | --------- | ------- | ------- |
| João Victor Oliva | Escorial | Egyéni      | 70.419    | 26        | kiesett | kiesett |

Díjugratás
| Versenyző                                   | Ló     | Versenyszám | Selejtező | Selejtező | Döntő       | Döntő       | Döntő       | Végeredmény |
| Versenyző                                   | Ló     | Versenyszám | Selejtező | Selejtező | Alapverseny | Alapverseny | Alapverseny | Végeredmény |
| Versenyző                                   | Ló     | Versenyszám | Bünt.     | Hely.     | Bünt.       | Idő         | Hely.       | Helyezés    |
| ------------------------------------------- | ------ | ----------- | --------- | --------- | ----------- | ----------- | ----------- | ----------- |
| Yuri Mansur                                 | Alfons | Egyéni      | 0.00      | =1        | 8.00        | 87.27       | 20          | 20.         |
| Marlon Zanotelli                            | Edgar  | Egyéni      | 4.00      | =31       | kiesett     | kiesett     | kiesett     | kiesett     |
| Yuri Mansur Rodrigo Pessoa Marlon Zanotelli |        | Csapat      | 25.00     | 8         | 29.00       | 244.01      | 6           | 6           |

Lovastusa
| Versenyző                                           | Ló      | Versenyszám | Díjlovaglás | Díjlovaglás | Tereplovaglás | Tereplovaglás | Tereplovaglás | Díjugratás   | Díjugratás   | Díjugratás   | Díjugratás | Végeredmény | Végeredmény |
| Versenyző                                           | Ló      | Versenyszám | Díjlovaglás | Díjlovaglás | Tereplovaglás | Tereplovaglás | Tereplovaglás | Selejtező    | Selejtező    | Selejtező    | Döntő      | Végeredmény | Végeredmény |
| Versenyző                                           | Ló      | Versenyszám | Bünt.       | Hely.       | Bünt.         | Bünt. össz.   | Hely.         | Bünt.        | Bünt. össz.  | Hely.        | Bünt.      | Bünt.       | Helyezés    |
| --------------------------------------------------- | ------- | ----------- | ----------- | ----------- | ------------- | ------------- | ------------- | ------------ | ------------ | ------------ | ---------- | ----------- | ----------- |
| Rafael Losano                                       | Fuiloda | Egyéni      | 36.00       | 43          | kiesett       | kiesett       | kiesett       | kiesett      | kiesett      | kiesett      | kiesett    | kiesett     | kiesett     |
| Carlos Paro                                         | Goliath | Egyéni      | 36.10       | 44          | 22.80         | 58.90         | 33            | 4.00         | 62.90        | 32           | kiesett    | 62.90       | 32          |
| Marcelo Tosi                                        | Glenfly | Egyéni      | 31.50       | 21          | 8.80          | 40.30         | 24            | visszalépett | visszalépett | visszalépett | kiesett    | kiesett     | kiesett     |
| Rafael Losano Carlos Paro Marcelo Tosi Márcio Appel |         | Csapat      | 103.60      | 11          | 231.60        | 335.20        | 13            | 108.40+20.00 | 463.60       | 12           | kiesett    | 463.60      | 12          |

## Műugrás
Férfi
| Versenyző     | Versenyszám        | Selejtező | Selejtező | Elődöntő | Elődöntő | Döntő   | Döntő    |
| Versenyző     | Versenyszám        | Pont      | Helyezés  | Pont     | Helyezés | Pont    | Helyezés |
| ------------- | ------------------ | --------- | --------- | -------- | -------- | ------- | -------- |
| Kawan Pereira | Egyéni toronyugrás | 371.65    | 17        | 410.30   | 12       | 393.85  | 10       |
| Isaac Souza   | Egyéni toronyugrás | 339.30    | 20        | kiesett  | kiesett  | kiesett | kiesett  |

Női
| Versenyző       | Versenyszám        | Selejtező | Selejtező | Elődöntő | Elődöntő | Döntő   | Döntő    |
| Versenyző       | Versenyszám        | Pont      | Helyezés  | Pont     | Helyezés | Pont    | Helyezés |
| --------------- | ------------------ | --------- | --------- | -------- | -------- | ------- | -------- |
| Luana Lira      | Egyéni műugrás     | 244.35    | 21        | kiesett  | kiesett  | kiesett | kiesett  |
| Ingrid Oliveira | Egyéni toronyugrás | 261.20    | 24        | kiesett  | kiesett  | kiesett | kiesett  |

## Ökölvívás
Férfi
| Versenyző             | Versenyszám  | Selejtező            | Nyolcaddöntő        | Negyeddöntő           | Elődöntő            | Döntő               | Helyezés |
| --------------------- | ------------ | -------------------- | ------------------- | --------------------- | ------------------- | ------------------- | -------- |
| Wanderson de Oliveira | Könnyűsúly   | Salamana (EOR) · 5-0 | Aszanav (BLR) · 3-2 | Cruz (CUB) · 1-4      | kiesett             | kiesett             | kiesett  |
| Hebert Conceição      | Középsúly    |                      | Tuoheta (CHN) · 3-2 | Amankül (KAZ) · 3-2   | Baksi (ROC) · 4-1   | Hizsnyak (UKR) · KO | Arany    |
| Keno Machado          | Félnehézsúly |                      | Csen (CHN) · 5-0    | Whittaker (GBR) · 2-3 | kiesett             | kiesett             | kiesett  |
| Abner Teixeira        | Nehézsúly    |                      | Clarke (GBR) · 4-1  | Ishaish (JOR) · 4-1   | La Cruz (CUB) · 1-4 | kiesett             | Bronz    |

Női
| Versenyző        | Versenyszám | Nyolcaddöntő            | Negyeddöntő          | Elődöntő             | Döntő                  | Helyezés |
| ---------------- | ----------- | ----------------------- | -------------------- | -------------------- | ---------------------- | -------- |
| Graziele Jesus   | Légsúly     | Namiki (JPN) · 0-5      | kiesett              | kiesett              | kiesett                | kiesett  |
| Jucielen Romeu   | Pehelysúly  | Artingstall (GBR) · 0-5 | kiesett              | kiesett              | kiesett                | kiesett  |
| Beatriz Ferreira | Könnyűsúly  | Vu (TPE) · 5-0          | Kodirova (UZB) · 5-0 | Potkonen (FIN) · 5-0 | Harrington (IRL) · 0-5 | Ezüst    |

## Öttusa
| Versenyző            | Versenyszám | Vívás (V) | Vívás (V) | Úszás   | Úszás | Úszás | Bónusz vívás (B) | Bónusz vívás (B) | Bónusz vívás (B) | Lovaglás | Lovaglás | Lovaglás | Futás/Lövészet | Futás/Lövészet | Futás/Lövészet | Összesen    | Összesen |
| Versenyző            | Versenyszám | Eredmény  | Pont      | Idő     | Hely. | Pont  | Eredmény         | Pont             | V+B Hely.        | Hibapont | Pont     | Hely.    | Idő            | Hely.          | Pont           | Összes pont | Helyezés |
| -------------------- | ----------- | --------- | --------- | ------- | ----- | ----- | ---------------- | ---------------- | ---------------- | -------- | -------- | -------- | -------------- | -------------- | -------------- | ----------- | -------- |
| Maria Iêda Guimarães | Női         | 14-21     | 184       | 2:32.16 | 6     | 246   | 0-1              | 184              | 30               | kiesett  | kiesett  | kiesett  | kiesett        | kiesett        | kiesett        | kiesett     | kiesett  |

## Rögbi
Női
Játékoskeret
| Brazil női rögbicsapat-játékoskeret                                                                 | Brazil női rögbicsapat-játékoskeret                                                                          |
| --------------------------------------------------------------------------------------------------- | --- |
| - Luiza Campos - Isadora Cerullo - Thalia Costa - Thalita Costa - Marina Fioravanti - Aline Furtado | - Raquel Kochhann - Mariana Nicolau - Haline Scatrut - Bianca Silva - Leila Cássia Silva - Rafaela Zanellato |

Csoportkör
B csoport
| Csapat                | M | Gy | D | V | P+ | P–  | Pk   | P |
| --------------------- | - | -- | - | - | -- | --- | ---- | - |
| Franciaország (FRA)   | 3 | 3  | 0 | 0 | 83 | 10  | +73  | 9 |
| Fidzsi-szigetek (FIJ) | 3 | 2  | 0 | 1 | 72 | 29  | +43  | 7 |
| Kanada (CAN)          | 3 | 1  | 0 | 2 | 45 | 57  | –12  | 5 |
| Brazília (BRA)        | 3 | 0  | 0 | 3 | 10 | 114 | –104 | 3 |

| 2021. július 29. 9:30 (2:30) |       | Kanada (CAN) | 33–0 | Brazília (BRA) |  | Ajinomoto Stadion, Tokió |
| 2021. július 29. 9:30 (2:30) | (7–0) |              |      |                |  | Ajinomoto Stadion, Tokió |

| 2021. július 29. 17:00 (10:00) |        | Franciaország (FRA) | 40–5 | Brazília (BRA) |  | Ajinomoto Stadion, Tokió |
| 2021. július 29. 17:00 (10:00) | (19–0) |                     |      |                |  | Ajinomoto Stadion, Tokió |

| 2021. július 30. 9:00 (2:00) |        | Fidzsi-szigetek (FIJ) | 41–5 | Brazília (BRA) |  | Ajinomoto Stadion, Tokió |
| 2021. július 30. 9:00 (2:00) | (19–5) |                       |      |                |  | Ajinomoto Stadion, Tokió |

9-12. helyért
| 2021. július 30. 16:30 (9:30) |        | Kanada (CAN) | 45–0 | Brazília (BRA) |  | Ajinomoto Stadion, Tokió |
| 2021. július 30. 16:30 (9:30) | (17–0) |              |      |                |  | Ajinomoto Stadion, Tokió |

11. helyért
| 2021. július 31. 9:00 (2:00) |         | Brazília (BRA) | 21–12 | Japán (JPN) |  | Ajinomoto Stadion, Tokió |
| 2021. július 31. 9:00 (2:00) | (14–12) |                |       |             |  | Ajinomoto Stadion, Tokió |

## Röplabda
Férfi
Játékoskeret
| Brazil férfi röplabdacsapat-játékoskeret                                                                  | Brazil férfi röplabdacsapat-játékoskeret                                                         |
| --- | ------------------------------------------------------------------------------------------------ |
| - Bruno Rezende - Maurício Borges Silva - Fernando Kreling - Wallace de Souza - Yoandy Leal - Isac Santos | - Maurício Souza - Douglas Souza - Lucas Saatkamp - Thales Hoss - Ricardo Lucarelli - Alan Souza |

Eredmények
Csoportkör
B csoport
| Hely. | Csapat                 | M | Gy | V | Pont | Sz+ | Sz– | SzA   | P+  | P–  | PA    | Továbbjutás |
| ----- | ---------------------- | - | -- | - | ---- | --- | --- | ----- | --- | --- | ----- | ----------- |
| 1.    | Oroszország (RUS)      | 5 | 4  | 1 | 12   | 13  | 5   | 2,600 | 427 | 397 | 1,076 | Negyeddöntő |
| 2.    | Brazília (BRA)         | 5 | 4  | 1 | 10   | 12  | 8   | 1,500 | 476 | 450 | 1,058 | Negyeddöntő |
| 3.    | Argentína (ARG)        | 5 | 3  | 2 | 8    | 12  | 10  | 1,200 | 476 | 464 | 1,026 | Negyeddöntő |
| 4.    | Franciaország (FRA)    | 5 | 2  | 3 | 8    | 10  | 10  | 1,000 | 449 | 442 | 1,016 | Negyeddöntő |
| 5.    | Egyesült Államok (USA) | 5 | 2  | 3 | 6    | 8   | 10  | 0,800 | 432 | 412 | 1,049 |             |
| 6.    | Tunézia (TUN)          | 5 | 0  | 5 | 1    | 3   | 15  | 0,200 | 339 | 434 | 0,781 |             |

| 2021. július 24. 11:05 (4:05) | Brazília (BRA)                    | 3–0 | Tunézia (TUN) | Ariake Arena, Tokió Játékvezető: Hamid Al-Rousi (UAE), Fabrice Collados (FRA) |
| 2021. július 24. 11:05 (4:05) | (25–22, 25–20, 25–15) Jegyzőkönyv |     |               | Ariake Arena, Tokió Játékvezető: Hamid Al-Rousi (UAE), Fabrice Collados (FRA) |

| 2021. július 26. 21:45 (14:45) | Brazília (BRA)                                  | 3–2 | Argentína (ARG) | Ariake Arena, Tokió Játékvezető: Shin Muranaka (JPN), Luis Macias (MEX) |
| 2021. július 26. 21:45 (14:45) | (19–25, 21–25, 25–16, 25–21, 16–14) Jegyzőkönyv |     |                 | Ariake Arena, Tokió Játékvezető: Shin Muranaka (JPN), Luis Macias (MEX) |

| 2021. július 28. 21:45 (14:45) | Brazília (BRA)                    | 0–3 | Az Orosz Olimpiai Bizottság versenyzői (ROC) | Ariake Arena, Tokió Játékvezető: Wojciech Maroszek (POL), Vladimir Simonović (SRB) |
| 2021. július 28. 21:45 (14:45) | (22–25, 20–25, 20–25) Jegyzőkönyv |     |                                              | Ariake Arena, Tokió Játékvezető: Wojciech Maroszek (POL), Vladimir Simonović (SRB) |

| 2021. július 30. 11:05 (4:05) | Brazília (BRA)                           | 3–1 | Egyesült Államok (USA) | Ariake Arena, Tokió Játékvezető: Daniele Rapisarda (ITA), Luis Macias (MEX) |
| 2021. július 30. 11:05 (4:05) | (30–32, 25–23, 25–21, 25–20) Jegyzőkönyv |     |                        | Ariake Arena, Tokió Játékvezető: Daniele Rapisarda (ITA), Luis Macias (MEX) |

| 2021. augusztus 1. 11:05 (4:05) | Brazília (BRA)                                  | 3–2 | Franciaország (FRA) | Ariake Arena, Tokió Játékvezető: Wojciech Maroszek (POL), Liu Jiang (CHN) |
| 2021. augusztus 1. 11:05 (4:05) | (25–22, 37–39, 25–17, 21–25, 20–18) Jegyzőkönyv |     |                     | Ariake Arena, Tokió Játékvezető: Wojciech Maroszek (POL), Liu Jiang (CHN) |

Negyeddöntő
| 2021. augusztus 3. 13:00 (6:00) | Japán (JPN)                       | 0–3 | Brazília (BRA) | Ariake Arena, Tokió Játékvezető: Denny Cespedes (DOM), Liu Jiang (CHN) |
| 2021. augusztus 3. 13:00 (6:00) | (20–25, 22–25, 20–25) Jegyzőkönyv |     |                | Ariake Arena, Tokió Játékvezető: Denny Cespedes (DOM), Liu Jiang (CHN) |

Elődöntő
| 2021. augusztus 5. 13:00 (6:00) | Brazília (BRA)                           | 1–3 | Az Orosz Olimpiai Bizottság versenyzői (ROC) | Ariake Arena, Tokió Játékvezető: Daniele Rapisarda (ITA), Wojciech Maroszek (POL) |
| 2021. augusztus 5. 13:00 (6:00) | (25–18, 21–25, 24–26, 23–25) Jegyzőkönyv |     |                                              | Ariake Arena, Tokió Játékvezető: Daniele Rapisarda (ITA), Wojciech Maroszek (POL) |

Bronzmérkőzés
| 2021. augusztus 7. 13:30 (6:30) | Argentína (ARG)                                 | 3–2 | Brazília (BRA) | Ariake Arena, Tokió Játékvezető: Wojciech Maroszek (POL), Fabrice Collados (FRA) |
| 2021. augusztus 7. 13:30 (6:30) | (25–23, 20–25, 20–25, 25–17, 15–13) Jegyzőkönyv |     |                | Ariake Arena, Tokió Játékvezető: Wojciech Maroszek (POL), Fabrice Collados (FRA) |

Női
Játékoskeret
| Brazil női röplabdacsapat-játékoskeret                                                                           | Brazil női röplabdacsapat-játékoskeret                                                                                 |
| --- | --- |
| - Carol Gattaz - Rosamaria Montibeller - Macris Carneiro - Roberta Ratzke - Gabriela Guimarães - Tandara Caixeta | - Natália Pereira - Ana Carolina da Silva - Fernanda Garay - Ana Cristina de Souza - Camila Brait - Ana Beatriz Corrêa |

Eredmények
Csoportkör
A csoport
| Hely. | Csapat                      | M | Gy | V | Pont | Sz+ | Sz– | SzA   | P+  | P–  | PA    | Továbbjutás |
| ----- | --------------------------- | - | -- | - | ---- | --- | --- | ----- | --- | --- | ----- | ----------- |
| 1.    | Brazília (BRA)              | 5 | 5  | 0 | 14   | 15  | 3   | 5,000 | 434 | 315 | 1,378 | Negyeddöntő |
| 2.    | Szerbia (SRB)               | 5 | 4  | 1 | 12   | 13  | 3   | 4,333 | 381 | 313 | 1,217 | Negyeddöntő |
| 3.    | Dél-Korea (KOR)             | 5 | 3  | 2 | 7    | 9   | 10  | 0,900 | 374 | 415 | 0,901 | Negyeddöntő |
| 4.    | Dominikai Köztársaság (DOM) | 5 | 2  | 3 | 8    | 10  | 10  | 1,000 | 411 | 406 | 1,012 | Negyeddöntő |
| 5.    | Japán (JPN) (R)             | 5 | 1  | 4 | 4    | 6   | 12  | 0,500 | 378 | 395 | 0,957 |             |
| 6.    | Kenya (KEN)                 | 5 | 0  | 5 | 0    | 0   | 15  | 0,000 | 242 | 376 | 0,644 |             |

| 2021. július 25. 21:45 (14:45) | Brazília (BRA)                    | 3–0 | Dél-Korea (KOR) | Ariake Arena, Tokió Játékvezető: Liu Jiang (CHN), Shin Muranaka (JPN) |
| 2021. július 25. 21:45 (14:45) | (25–10, 25–22, 25–19) Jegyzőkönyv |     |                 | Ariake Arena, Tokió Játékvezető: Liu Jiang (CHN), Shin Muranaka (JPN) |

| 2021. július 27. 19:40 (12:40) | Brazília (BRA)                                  | 3–2 | Dominikai Köztársaság (DOM) | Ariake Arena, Tokió Játékvezető: Hernán Casamiquela (ARG), Shin Muranaka (JPN) |
| 2021. július 27. 19:40 (12:40) | (25–20, 17–25, 25–18, 15–25, 15–12) Jegyzőkönyv |     |                             | Ariake Arena, Tokió Játékvezető: Hernán Casamiquela (ARG), Shin Muranaka (JPN) |

| 2021. július 29. 19:40 (12:40) | Japán (JPN)                       | 0–3 | Brazília (BRA) | Ariake Arena, Tokió Játékvezető: Denny Cespedes (DOM), Evgeny Makshanov (RUS) |
| 2021. július 29. 19:40 (12:40) | (16–25, 18–25, 24–26) Jegyzőkönyv |     |                | Ariake Arena, Tokió Játékvezető: Denny Cespedes (DOM), Evgeny Makshanov (RUS) |

| 2021. július 31. 16:25 (9:25) | Szerbia (SRB)                            | 1–3 | Brazília (BRA) | Ariake Arena, Tokió Játékvezető: Fabrice Collados (FRA), Wojciech Maroszek (POL) |
| 2021. július 31. 16:25 (9:25) | (20–25, 16–25, 25–23, 19–25) Jegyzőkönyv |     |                | Ariake Arena, Tokió Játékvezető: Fabrice Collados (FRA), Wojciech Maroszek (POL) |

| 2021. augusztus 2. 21:45 (14:45) | Brazília (BRA)                   | 3–0 | Kenya (KEN) | Ariake Arena, Tokió Játékvezető: Vladimir Simonović (SRB), Daniele Rapisarda (ITA) |
| 2021. augusztus 2. 21:45 (14:45) | (25–10, 25–16, 25–8) Jegyzőkönyv |     |             | Ariake Arena, Tokió Játékvezető: Vladimir Simonović (SRB), Daniele Rapisarda (ITA) |

Negyeddöntő
| 2021. augusztus 4. 21:30 (14:30) | Brazília (BRA)                           | 3–1 | Az Orosz Olimpiai Bizottság versenyzői (ROC) | Ariake Arena, Tokió Játékvezető: Fabrice Collados (FRA), Susana Rodríguez (ESP) |
| 2021. augusztus 4. 21:30 (14:30) | (23–25, 25–21, 25–19, 25–22) Jegyzőkönyv |     |                                              | Ariake Arena, Tokió Játékvezető: Fabrice Collados (FRA), Susana Rodríguez (ESP) |

Elődöntő
| 2021. augusztus 6. 21:00 (14:00) | Brazília (BRA)                    | 3–0 | Dél-Korea (KOR) | Ariake Arena, Tokió Játékvezető: Luis Macias (MEX), Denny Cespedes (DOM) |
| 2021. augusztus 6. 21:00 (14:00) | (25–16, 25–16, 25–16) Jegyzőkönyv |     |                 | Ariake Arena, Tokió Játékvezető: Luis Macias (MEX), Denny Cespedes (DOM) |

Döntő
| 2021. augusztus 8. 13:30 (6:30) | Brazília (BRA)        | 0–3 | Egyesült Államok (USA) | Ariake Arena, Tokió Játékvezető: Juraj Mokrý (SVK), Hernán Casamiquela (ARG) |
| 2021. augusztus 8. 13:30 (6:30) | (21–25, 20–25, 14–25) |     |                        | Ariake Arena, Tokió Játékvezető: Juraj Mokrý (SVK), Hernán Casamiquela (ARG) |

### Strandröplabda
| Versenyző                               | Versenyszám | Csoportkör | Hely | Nyolcaddöntő                            | Negyeddöntő                                    | Elődöntő | Döntő   | Helyezés |
| --------------------------------------- | ----------- | --- | ---- | --------------------------------------- | ---------------------------------------------- | -------- | ------- | -------- |
| Alison Cerutti Álvaro Morais Filho      | Férfi       | Azaad/Capogrosso (ARG) · 21-16;21-17 · Dalhausser/Lucena (USA) · 22-24;21-19;13-15 · Brouwer/Meeuwsen (NED) · 21-14;24-22     | 1    | Gaxiola/Rubio (MEX) · 21-14;21-13       | Pļaviņš/Točs (LAT) · 16-21;19-21               | kiesett  | kiesett | kiesett  |
| Evandro Oliveira Bruno Oscar Schmidt    | Férfi       | Grimalt/Grimalt (CHI) · 21-15;16-21;15-12 · Abicha/El Graoui (MAR) · 21-14;21-16 · Bryl/Fijałek (POL) · 19-21;21-14;17-15     | 1    | Pļaviņš/Točs (LAT) · 19-21;18-21        | kiesett                                        | kiesett  | kiesett | kiesett  |
| Ágatha Bednarczuk Eduarda Santos Lisboa | Női         | Gallay/Pereyra (ARG) · 21-19;21-11 · Vang/Hszia (CHN) · 14-21;16-21 · Bansley/Wilkerson (CAN) · 21-18;21-18                   | 2    | Kozuch/Ludwig (GER) · 19-21;21-19;14-16 | kiesett                                        | kiesett  | kiesett | kiesett  |
| Rebecca Cavalcanti Ana Patrícia Ramos   | Női         | Khadambi/Makokha (KEN) · 21-15;21-9 · Graudiņa/Kravčenoka (LAT) · 15-21;21-12;12-15 · Claes/Sponcil (USA) · 21-17;19-21;11-15 | 3    | Vang/Hszia (CHN) · 21-14;23-21          | Heidrich/Vergé-Dépré (SUI) · 19-21;21-18;12-15 | kiesett  | kiesett | kiesett  |

## Sportlövészet
| Versenyző         | Versenyszám       | Selejtező | Selejtező | Döntő   | Döntő    |
| Versenyző         | Versenyszám       | Pont      | Helyezés  | Pont    | Helyezés |
| ----------------- | ----------------- | --------- | --------- | ------- | -------- |
| Felipe Almeida Wu | Férfi légpisztoly | 566       | 32        | kiesett | kiesett  |

## Súlyemelés
| Versenyző          | Versenyszám | Szakítás | Szakítás | Lökés    | Lökés    | Összesen | Helyezés |
| Versenyző          | Versenyszám | Eredmény | Helyezés | Eredmény | Helyezés | Összesen | Helyezés |
| ------------------ | ----------- | -------- | -------- | -------- | -------- | -------- | -------- |
| Nathasha Rosa      | Női 49 kg   | 78 kg    | 9        | 95 kg    | 8        | 173 kg   | 9        |
| Jaqueline Ferreira | Női 87 kg   | 100 kg   | 11       | 115 kg   | 12       | 215 kg   | 12       |

## Taekwondo
| Versenyző           | Versenyszám      | Nyolcaddöntő         | Negyeddöntő        | Elődöntő | Vigaszág elődöntő | Bronz- mérkőzés     | Döntő   | Helyezés |
| ------------------- | ---------------- | -------------------- | ------------------ | -------- | ----------------- | ------------------- | ------- | -------- |
| Edival Pontes       | Férfi pehelysúly | Reçber (TUR) · 18-25 | kiesett            | kiesett  | kiesett           | kiesett             | kiesett | kiesett  |
| Ícaro Miguel Soares | Férfi váltósúly  | Alessio (ITA) · 3-22 | kiesett            | kiesett  | kiesett           | kiesett             | kiesett | kiesett  |
| Milena Titoneli     | Női váltósúly    | Al-Sadeq (JOR) · 9-9 | Jelić (CRO) · 9-30 |          | Lee (HAI) · 26-5  | Gbagbi (CIV) · 8-12 | kiesett | 5.       |

## Tenisz
| Versenyző                      | Versenyszám  | 64-es főtábla                     | 32-es főtábla                              | Nyolcaddöntő                             | Negyeddöntő                    | Elődöntő                                    | Bronz- mérkőzés | Döntő   | Helyezés |
| ------------------------------ | ------------ | --------------------------------- | ------------------------------------------ | ---------------------------------------- | ------------------------------ | ------------------------------------------- | --------------- | ------- | -------- |
| João Menezes                   | Férfi egyes  | Čilić (CRO) · 7-6;5-7;6-7         | kiesett                                    | kiesett                                  | kiesett                        | kiesett                                     | kiesett         | kiesett | kiesett  |
| Thiago Monteiro                | Férfi egyes  | Struff (GER) · 3-6;4-6            | kiesett                                    | kiesett                                  | kiesett                        | kiesett                                     | kiesett         | kiesett | kiesett  |
| Marcelo Demoliner Marcelo Melo | Férfi páros  |                                   | Mektić/Pavić (CRO) · 6-7;4-6               | kiesett                                  | kiesett                        | kiesett                                     | kiesett         | kiesett | kiesett  |
| Laura Pigossi Luisa Stefani    | Női páros    | Dabrowski/Fichman (CAN) · 7-6;6-4 | Plíšková/Vondroušová (CZE) · 2-6;6-4;13-11 | Mattek-Sands/Pegula (USA) · 1-6;6-3;10-6 | Bencic/Golubic (SUI) · 5-7;3-6 | Kugyermetova/Vesznyina (ROC) · 4-6;6-4;11-9 | kiesett         | Bronz   |          |
| Luisa Stefani Marcelo Melo     | Vegyes páros |                                   |                                            | Stojanović/Đoković (SRB) · 3-6;4-6       | kiesett                        | kiesett                                     | kiesett         | kiesett | kiesett  |

## Tollaslabda
| Versenyző               | Versenyszám | Csoportkör                                              | Hely | Nyolcaddöntő | Negyeddöntő | Elődöntő | Bronz- mérkőzés | Döntő   | Helyezés |
| ----------------------- | ----------- | ------------------------------------------------------- | ---- | ------------ | ----------- | -------- | --------------- | ------- | -------- |
| Ygor Coelho de Oliveira | Férfi egyes | Paul (MRI) · 21-5;21-16 · Cunejama (JPN) · 14-21;8-21   | 2    | kiesett      | kiesett     | kiesett  | kiesett         | kiesett | kiesett  |
| Fabiana Silva           | Női egyes   | Ulityina (UKR) · 14-21;20-22 · Zhang (USA) · 9-21;10-21 | 3    | kiesett      | kiesett     | kiesett  | kiesett         | kiesett | kiesett  |

## Torna
Férfi
| Versenyző                                                        | Versenyszám      | Selejtező | Selejtező | Döntő    | Döntő    |
| Versenyző                                                        | Versenyszám      | Pontszám  | Helyezés  | Pontszám | Helyezés |
| ---------------------------------------------------------------- | ---------------- | --------- | --------- | -------- | -------- |
| Francisco Barretto Júnior Arthur Mariano Diogo Soares Caio Souza | Csapat összetett | 247.263   | 9         | kiesett  | kiesett  |
| Diogo Soares                                                     | Egyéni összetett | 81.332    | 36        | 81.198   | 20       |
| Caio Souza                                                       | Egyéni összetett | 84.298    | 18        | 81.532   | 17       |
| Caio Souza                                                       | Ugrás            | 14.700    | 7         | 13.683   | 8        |
| Arthur Zanetti                                                   | Gyűrű            | 14.900    | 5         | 14.133   | 8        |

Női
| Versenyző      | Versenyszám      | Selejtező | Selejtező | Döntő    | Döntő    |
| Versenyző      | Versenyszám      | Pontszám  | Helyezés  | Pontszám | Helyezés |
| -------------- | ---------------- | --------- | --------- | -------- | -------- |
| Rebeca Andrade | Egyéni összetett | 57.399    | 2         | 57.298   | Ezüst    |
| Rebeca Andrade | Ugrás            | 15.100    | 3         | 15.083   | Arany    |
| Rebeca Andrade | Talaj            | 14.066    | 4         | 14.033   | 5        |
| Flávia Saraiva | Gerenda          | 13.966    | 9         | 13.133   | 7        |

### Ritmikus gimnasztika
| Versenyző                                                                            | Versenyszám | Selejtező | Selejtező              | Selejtező | Selejtező | Döntő   | Döntő                  | Döntő    | Döntő    | Helyezés |
| Versenyző                                                                            | Versenyszám | 5 labda   | 3 karika és 2 buzogány | Összesen  | Összesen  | 5 labda | 3 karika és 2 buzogány | Összesen | Összesen | Helyezés |
| Versenyző                                                                            | Versenyszám | Pont      | Pont                   | Pont      | Hely.     | Pont    | Pont                   | Pont     | Hely.    | Helyezés |
| ------------------------------------------------------------------------------------ | ----------- | --------- | ---------------------- | --------- | --------- | ------- | ---------------------- | -------- | -------- | -------- |
| Maria Eduarda Arakaki Beatriz Linhares Déborah Medrado Nicole Pircio Geovanna Santos | Csapat      | 35.450    | 37.800                 | 73.250    | 12        | kiesett | kiesett                | kiesett  | kiesett  | kiesett  |

## Triatlon
| Versenyző      | Versenyszám | 1,5 km úszás | Depózás 1 | 40 km kerékpározás | Depózás 2 | 10 km futás | Összesítés | Összesítés |
| Versenyző      | Versenyszám | Idő          | Idő       | Idő                | Idő       | Idő         | Idő        | Helyezés   |
| -------------- | ----------- | ------------ | --------- | ------------------ | --------- | ----------- | ---------- | ---------- |
| Manoel Messias | Férfi       | 18:37        | 0:38      | 57:40              | 0:33      | 30:43       | 1:48:11    | 28         |
| Luisa Baptista | Női         | 20:12        | 0:44      | 1:06:04            | 0:32      | 38:00       | 2:05:32    | 32         |
| Vittória Lopes | Női         | 18:26        | 0:45      | 1:03:56            | 0:41      | 39:21       | 2:03:09    | 28         |

## Úszás
Férfi
| Versenyző                                                        | Versenyszám      | Előfutam | Előfutam | Előfutam | Elődöntő | Elődöntő | Elődöntő | Döntő   | Döntő    |
| Versenyző                                                        | Versenyszám      | Idő      | Hely.    | Össz.    | Idő      | Hely.    | Össz.    | Idő     | Helyezés |
| ---------------------------------------------------------------- | ---------------- | -------- | -------- | -------- | -------- | -------- | -------- | ------- | -------- |
| Bruno Fratus                                                     | 50 m gyors       | 21.67    | 1        | 4        | 21.60    | 2        | 3        | 21.57   | Bronz    |
| Gabriel Santos                                                   | 100 m gyors      | 49.33    | 7        | 32       | kiesett  | kiesett  | kiesett  | kiesett | kiesett  |
| Pedro Spajari                                                    | 100 m gyors      | 48.74    | 7        | 25       | kiesett  | kiesett  | kiesett  | kiesett | kiesett  |
| Murilo Sartori                                                   | 200 m gyors      | 1:47.11  | 8        | 24       | kiesett  | kiesett  | kiesett  | kiesett | kiesett  |
| Fernando Scheffer                                                | 200 m gyors      | 1:45.05  | 1        | 2        | 1:45.71  | 3        | 8        | 1:44.66 | Bronz    |
| Guilherme Costa                                                  | 400 m gyors      | 3:45.99  | 5        | 11       |          |          |          | kiesett | kiesett  |
| Guilherme Costa                                                  | 800 m gyors      | 7:46.09  | 2        | 5        | 7:53.31  | 8        |          |         |          |
| Guilherme Costa                                                  | 1500 m gyors     | 15:01.18 | 6        | 13       | kiesett  | kiesett  |          |         |          |
| Guilherme Basseto                                                | 100 m hát        | 53.84    | 2        | 20       | kiesett  | kiesett  | kiesett  | kiesett | kiesett  |
| Guilherme Guido                                                  | 100 m hát        | 53.65    | 3        | 11       | 53.80    | 8        | 15       | kiesett | kiesett  |
| Felipe Lima                                                      | 100 m mell       | 59.17    | 4        | 8        | 59.80    | 6        | 12       | kiesett | kiesett  |
| Caio Pumputis                                                    | 100 m mell       | 1:00.76  | 6        | 34       | kiesett  | kiesett  | kiesett  | kiesett | kiesett  |
| Caio Pumputis                                                    | 200 m vegyes     | 1:58.36  | 6        | 19       | kiesett  | kiesett  | kiesett  | kiesett | kiesett  |
| Vinicius Lanza                                                   | 200 m vegyes     | 1:58.92  | 1        | 25       | kiesett  | kiesett  | kiesett  | kiesett | kiesett  |
| Vinicius Lanza                                                   | 100 m pillangó   | 52.08    | 8        | 26       | kiesett  | kiesett  | kiesett  | kiesett | kiesett  |
| Matheus Gonche                                                   | 100 m pillangó   | 53.02    | 7        | 43       | kiesett  | kiesett  | kiesett  | kiesett | kiesett  |
| Leonardo de Deus                                                 | 200 m pillangó   | 1:54.83  | 2        | 3        | 1:54.97  | 2        | 2        | 1:55.19 | 6        |
| Breno Correia Pedro Spajari Gabriel Santos Marcelo Chierighini   | 4 × 100 m gyors  | 3:12.59  | 3        | 5        |          |          |          | 3:13.41 | 8        |
| Fernando Scheffer Murilo Sartori Breno Correia Luiz Altamir Melo | 4 × 200 m gyors  | 7:07.73  | 5        | 8        | 7:08.22  | 8        |          |         |          |
| Marcelo Chierighini Guilherme Guido Felipe Lima Vinicius Lanza   | 4 × 100 m vegyes | kizárás  | kizárás  | kizárás  | kiesett  | kiesett  |          |         |          |

Női
| Versenyző                                                                 | Versenyszám      | Előfutam | Előfutam | Előfutam | Elődöntő | Elődöntő | Elődöntő | Döntő     | Döntő    |
| Versenyző                                                                 | Versenyszám      | Idő      | Hely.    | Össz.    | Idő      | Hely.    | Össz.    | Idő       | Helyezés |
| ------------------------------------------------------------------------- | ---------------- | -------- | -------- | -------- | -------- | -------- | -------- | --------- | -------- |
| Etiene Medeiros                                                           | 50 m gyors       | 25.45    | 8        | 29       | kiesett  | kiesett  | kiesett  | kiesett   | kiesett  |
| Larissa Oliveira                                                          | 100 m gyors      | 55.53    | 6        | 30       | kiesett  | kiesett  | kiesett  | kiesett   | kiesett  |
| Viviane Jungblut                                                          | 800 m gyors      | 8:38.88  | 3        | 24       |          |          |          | kiesett   | kiesett  |
| Viviane Jungblut                                                          | 1500 m gyors     | 16:21.29 | 4        | 20       | kiesett  | kiesett  |          |           |          |
| Beatriz Dizotti                                                           | 1500 m gyors     | 16:29.37 | 2        | 24       | kiesett  | kiesett  |          |           |          |
| Larissa Oliveira Ana Carolina Vieira Etiene Medeiros Stephanie Balduccini | 4 × 100 m gyors  | 3:39.19  | 7        | 12       | kiesett  | kiesett  |          |           |          |
| Aline Rodrigues Larissa Oliveira Nathália Almeida Gabrielle Roncatto      | 4 × 200 m gyors  | 7:59.50  | 5        | 10       | kiesett  | kiesett  |          |           |          |
| Ana Marcela Cunha                                                         | 10 km nyílt vízi |          |          |          |          |          |          | 1:59:30.8 | Arany    |

Vegyes
| Versenyző                                                            | Versenyszám      | Előfutam | Előfutam | Előfutam | Döntő   | Döntő    |
| Versenyző                                                            | Versenyszám      | Idő      | Hely.    | Össz.    | Idő     | Helyezés |
| -------------------------------------------------------------------- | ---------------- | -------- | -------- | -------- | ------- | -------- |
| Stephanie Balduccini Guilherme Basseto Giovanna Diamante Felipe Lima | 4 × 100 m vegyes | 3:46.74  | 6        | 14       | kiesett | kiesett  |

## Vitorlázás
Férfi
| Versenyző                     | Versenyszám | Futam | Futam | Futam | Futam | Futam | Futam | Futam | Futam | Futam | Futam | Futam   | Futam | Futam   | Pontszám | Helyezés |
| Versenyző                     | Versenyszám | 1     | 2     | 3     | 4     | 5     | 6     | 7     | 8     | 9     | 10    | 11      | 12    | É       | Pontszám | Helyezés |
| ----------------------------- | ----------- | ----- | ----- | ----- | ----- | ----- | ----- | ----- | ----- | ----- | ----- | ------- | ----- | ------- | -------- | -------- |
| Robert Scheidt                | Laser       | 11    | 10    | 4     | 3     | 17    | 5     | 8     | 12    | 24    | 16    |         |       | 9       | 104      | 8        |
| Jorge Zarif                   | Finn dingi  | 7     | 15    | 15    | 9     | 5     | 11    | 14    | 13    | 6     | 16    | kiesett | 95    | 14      |          |          |
| Bruno Bethlem Henrique Haddad | 470         | 16    | 3     | 17    | 2     | 18    | 19    | 12    | 17    | 16    | 15    | kiesett | 118   | 16      |          |          |
| Gabriel Borges Marco Grael    | 49er        | 8     | 16    | 12    | 9     | DSQ   | DSQ   | DSQ   | 8     | 6     | 19    | 11      | 18    | kiesett | 147      | 16       |

Női
| Versenyző                       | Versenyszám | Futam | Futam | Futam | Futam | Futam | Futam | Futam | Futam | Futam | Futam | Futam | Futam | Futam | Pontszám | Helyezés |
| Versenyző                       | Versenyszám | 1     | 2     | 3     | 4     | 5     | 6     | 7     | 8     | 9     | 10    | 11    | 12    | É     | Pontszám | Helyezés |
| ------------------------------- | ----------- | ----- | ----- | ----- | ----- | ----- | ----- | ----- | ----- | ----- | ----- | ----- | ----- | ----- | -------- | -------- |
| Patricia Freitas                | Szörf       | 13    | 14    | 4     | 11    | 12    | 10    | 9     | 7     | 19    | 10    | 15    | 12    | 8     | 133      | 10       |
| Ana Barbachan Fernanda Oliveira | 470         | 15    | 5     | 1     | 10    | 13    | 4     | 10    | 10    | 8     | 1     |       |       | 20    | 82       | 9        |
| Martine Grael Kahena Kunze      | 49erFX      | 15    | 5     | 1     | 10    | 7     | 6     | 1     | 6     | 10    | 12    | 2     | 10    | 6     | 76       | Arany    |

Vegyes
| Versenyző                               | Versenyszám | Futam | Futam | Futam | Futam | Futam | Futam | Futam | Futam | Futam | Futam | Futam | Futam | Futam | Pontszám | Helyezés |
| Versenyző                               | Versenyszám | 1     | 2     | 3     | 4     | 5     | 6     | 7     | 8     | 9     | 10    | 11    | 12    | É     | Pontszám | Helyezés |
| --------------------------------------- | ----------- | ----- | ----- | ----- | ----- | ----- | ----- | ----- | ----- | ----- | ----- | ----- | ----- | ----- | -------- | -------- |
| Samuel Albrecht Gabriela Nicolino de Sá | Nacra 17    | 10    | 14    | 9     | 9     | 10    | 10    | 2     | 7     | 6     | 18    | 10    | 10    | 20    | 117      | 10       |

## Vívás
| Versenyző            | Versenyszám           | 32-es főtábla         | Nyolcaddöntő | Negyeddöntő | Elődöntő | Bronzmérkőzés | Döntő   | Helyezés |
| -------------------- | --------------------- | --------------------- | ------------ | ----------- | -------- | ------------- | ------- | -------- |
| Guilherme Toldo      | Férfi tőr, egyéni     | Szaitó (JPN) · 10-15  | kiesett      | kiesett     | kiesett  | kiesett       | kiesett | kiesett  |
| Nathalie Moellhausen | Női párbajtőr, egyéni | Fiamingo (ITA) · 9-10 | kiesett      | kiesett     | kiesett  | kiesett       | kiesett | kiesett  |